# День земли (Израиль)
День земли (араб. يَوْم اَلْأَرْض‎; ивр. יוֹם הַאֲדָמָה‎, отмечается 30 марта) — день памяти о событиях, произошедших в этот день в Израиле в 1976 году. 
В 1976 году правительство Израиля объявило о плане конфискации около 2000 га земли государственного назначения между арабскими деревнями Сахнин и Арраба, из них 630 га принадлежали арабам. Это было частью стратегии израильского правительства, направленной на иудаизацию Галилеи. В ответ арабские города объявили всеобщую забастовку, и были организованы марши от Галилеи до Негева. Израильские военные и полиция убили шесть безоружных арабских демонстрантов, половина из которых были женщины, ранили еще сто человек и арестовали сотни других.
Ученые, изучающие палестино-израильский конфликт, признают День земли ключевым событием в борьбе за землю и в отношениях арабских граждан с израильским государством. Значение событий состоит в том, что впервые с 1948 года арабы Израиля организовали ответ на израильскую политику как палестинское сообщество в целом. С тех пор этот ежегодный день памяти в палестинском национальном политическом календаре отмечается не только арабскими гражданами Израиля, но и палестинцами по всему миру.

## Политический фон

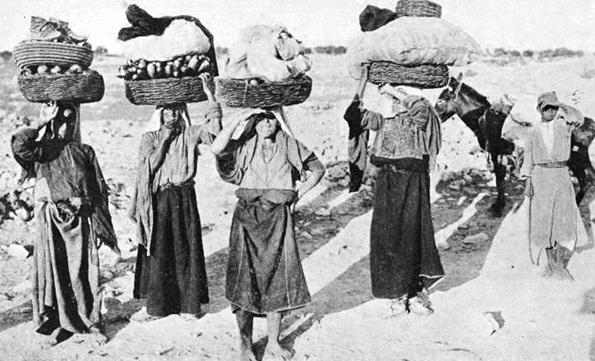
Арабские крестьянки (феллахи) из Батира, деревни между Иерусалимом и Вифлеемом, несут продукты на рынок (1910 г.)

Арабы Подмандатной Палестины были в основном аграрным народом, примерно три четверти из которых зарабатывали на жизнь земледелием до создания израильского государства. После изгнания палестинцев в 1948 году и бегства во время Палестинской войны 1948 года земля продолжала играть важную роль в жизни 156 000 палестинских арабов, которые остались на территории Израиля.
В 1950 году правительство Израиля приняло Закон о возвращении, чтобы облегчить еврейскую иммиграцию в Израиль и ассимиляцию еврейских беженцев. Закон Израиля «О собственности отсутствующих владельцев» от марта 1950 года передал права собственности отсутствующих владельцев назначенному правительством Хранителю собственности отсутствующих владельцев. Закон использовался для конфискации земель арабских граждан Израиля, которые «присутствуют внутри государства, но по закону классифицируются как «отсутствующие»». Число «присутствующих-отсутствующих » или внутренне перемещенных палестинцев из  по оценкам 2001 года  составляло 200 тыс. человек, или почти 17% от общей численности палестинского арабского населения Израиля. Салман Абу-Ситта подсчитал, что в период с 1948 по 2003 год  более 1000 кв. км. земли были экспроприированы у арабских граждан Израиля.
Публичные протесты против государственной политики  в Израиле были редки до середины 1970-х годов из-за сочетания ряда факторов, включая военное правление в их населенных пунктах, бедность, изоляцию, раздробленность и их периферийное положение в новом израильском государстве.  Хотя политическое движение Аль-Ард («Земля») действовало около десяти лет, в 1964 году оно было объявлено незаконным, а наиболее заметными антиправительственными акциями стали первомайские протесты, ежегодно организуемые Коммунистической партией.

### Экспроприация в Галилее

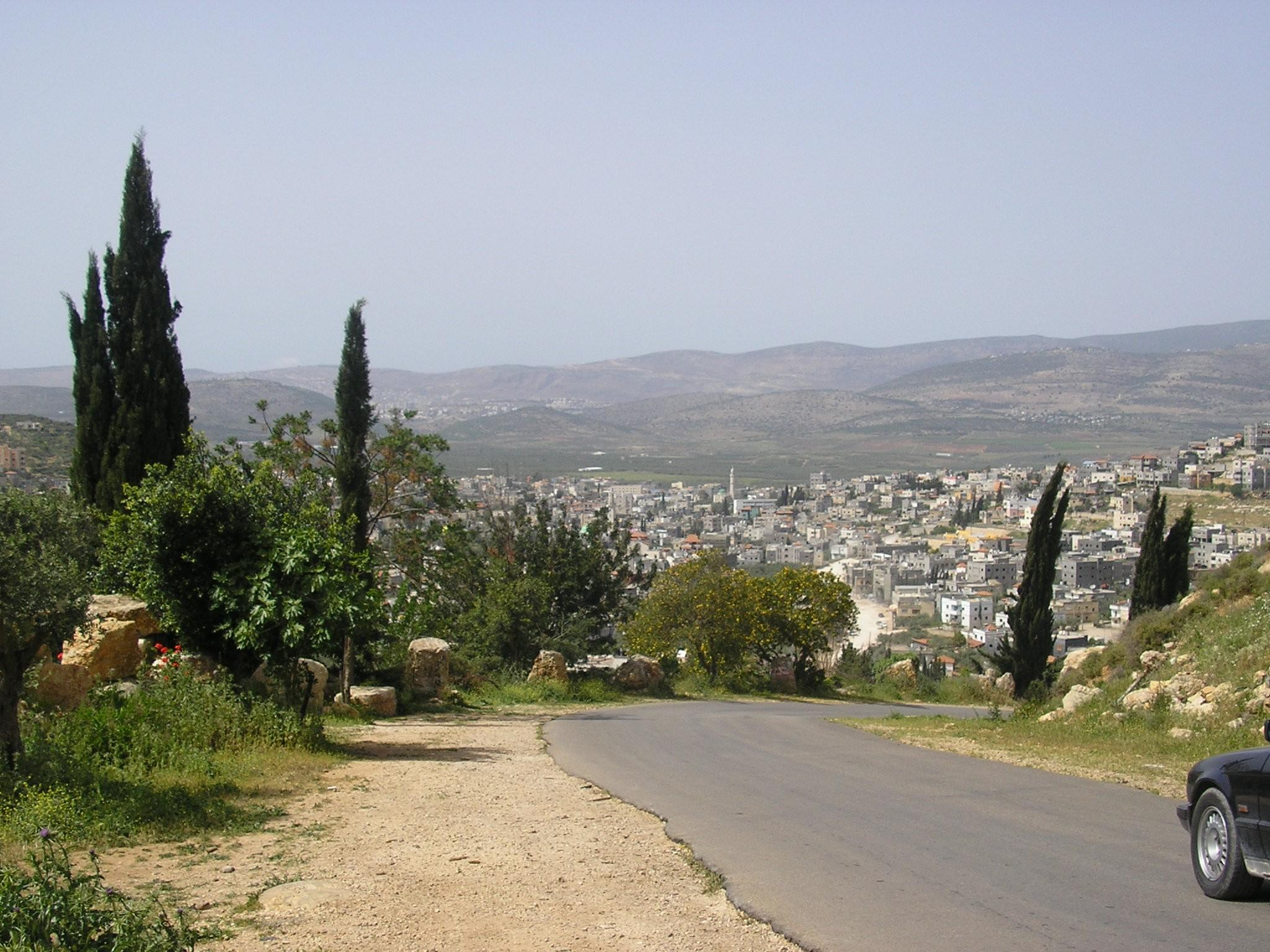
Вид на Аррабу с дороги, ведущей к ее северной границе.

Правительство Израиля заявило о своем намерении экспроприировать земли в Галилее, что затронуло около 20 000 дунамов (2000 га) земли между арабскими деревнями Сахнин и Арраба, из которых 6300 дунамов (630 га) принадлежали арабам. План экспроприации был опубликован 11 марта 1976 года.
Существует мнение, что конфискация земель и расширение еврейских поселений в северной Галилее были частью стратегии иудаизации Галилеи, которая стала катализатором палестинского сопротивления, кульминацией которого стали события Дня земли. По словам Наифа Хаватме, лидера Демократического фронта освобождения Палестины, земля должна была быть использована для строительства «[...] восьми еврейских промышленных поселков в рамках реализации так называемого Плана развития Галилеи 1975 года.  Министерство сельского хозяйства открыто заявило, что главной целью плана было изменение демографической структуры Галилеи с целью создания еврейского большинства в этом районе».
Земля в Галилее была необходима правительству для реализации различных проектов, например для развития физической инфраструктуры, в том числе военного назначения. Земля в этом регионе всегда находились во владении у арабов — граждан Израиля. В какой-то момент чаша их терпения переполнилась. 30 марта 1976 г. начались массовые протесты против действий правительства, включая забастовки арабских рабочих и служащих, в том числе учителей.

### Протест 1976 года
Решение правительства о конфискации земли сопровождалось объявлением комендантского часа, который должен был быть введен в деревнях Сахнин, Арраба, Дейр-Хана, Туран, Тамра и Кабул, начиная с 17:00 29 марта 1976 года. Местные арабские лидеры из партии Раках, такие как Тауфик Зиад, который был мэром Назарета, отреагировали призывом провести 30 марта день всеобщих забастовок и протестов против конфискации земель. 18 марта главы местных арабских советов, члены Лейбористской партии, встретились в Шефа-Амре и проголосовали против поддержки дня действий. Когда новость о решении стала достоянием общественности, у муниципальных зданий началась демонстрация, которую разогнали слезоточивым газом. Правительство объявило все демонстрации незаконными и пригрозило уволить с работы «агитаторов», таких как школьные учителя, которые призывали своих учеников участвовать в них.  Однако угрозы не возымели действия, и многие учителя вывели своих учеников из классов, чтобы присоединиться к всеобщей забастовке и маршам, которые прошли во всех арабских городах Израиля, от Галилеи на севере до Негева на юге. Забастовки солидарности прошли почти одновременно на Западном берегу, в секторе Газа и в большинстве лагерей палестинских беженцев в Ливане.
События того дня были беспрецедентными. По данным Международного еврейского союза мира, «чтобы предотвратить инциденты внутри Израиля в День земли, в Галилее было размещено около 4000 полицейских, включая военизированное подразделение на вертолетах и армейские подразделения [...]». Во время протестов четыре безоружных демонстранта были застрелены Армией обороны Израиля (ЦАХАЛ) и еще двое — полицией. Нахла Абдо и Ронит Лентин пишут, что трое из погибших были женщинами, и что «армии было разрешено ездить на бронетехнике и танках дорогам Галилеи». Около 100 арабов были ранены, а сотни других арестованы.
По сообщению The Jerusalem Post,   «то, что на самом деле вызвало беспорядки, приведшие к гибели людей, было нападением сотен молодых арабов на ничего не подозревающую колонну Армии обороны Израиля, двигавшуюся по дороге мимо деревень Сахнин, Аррабе и Дейр-Хана. Не было никакой  провокации со стороны этой колонны, если только не считать  провокацией само присутствие израильского армейского подразделения в самом сердце израильской Галилеи».

В документе израильского правительства 2003 года отмечается, что «арабские общественные деятели пытались ограничить протесты, но потеряли контроль над событиями. Протестующие жгли покрышки, блокировали дороги, бросали камни и коктейли Молотова». Рассматривая шесть погибших в контексте «жестоких столкновений» между протестующими и силами безопасности, также отмечается, что с обеих сторон было много раненых. .

## Влияние
В результате мероприятий, посвященных Дню земли произошел раскол между арабскими политическими партиями «Раках» и «Абнаа аль-Балад». Раках придерживался принципа двухгосударственного урегулирования израильско-палестинского конфликта,  в то время как  Абны аль-Балад выступал за создание единой демократической Палестины.  

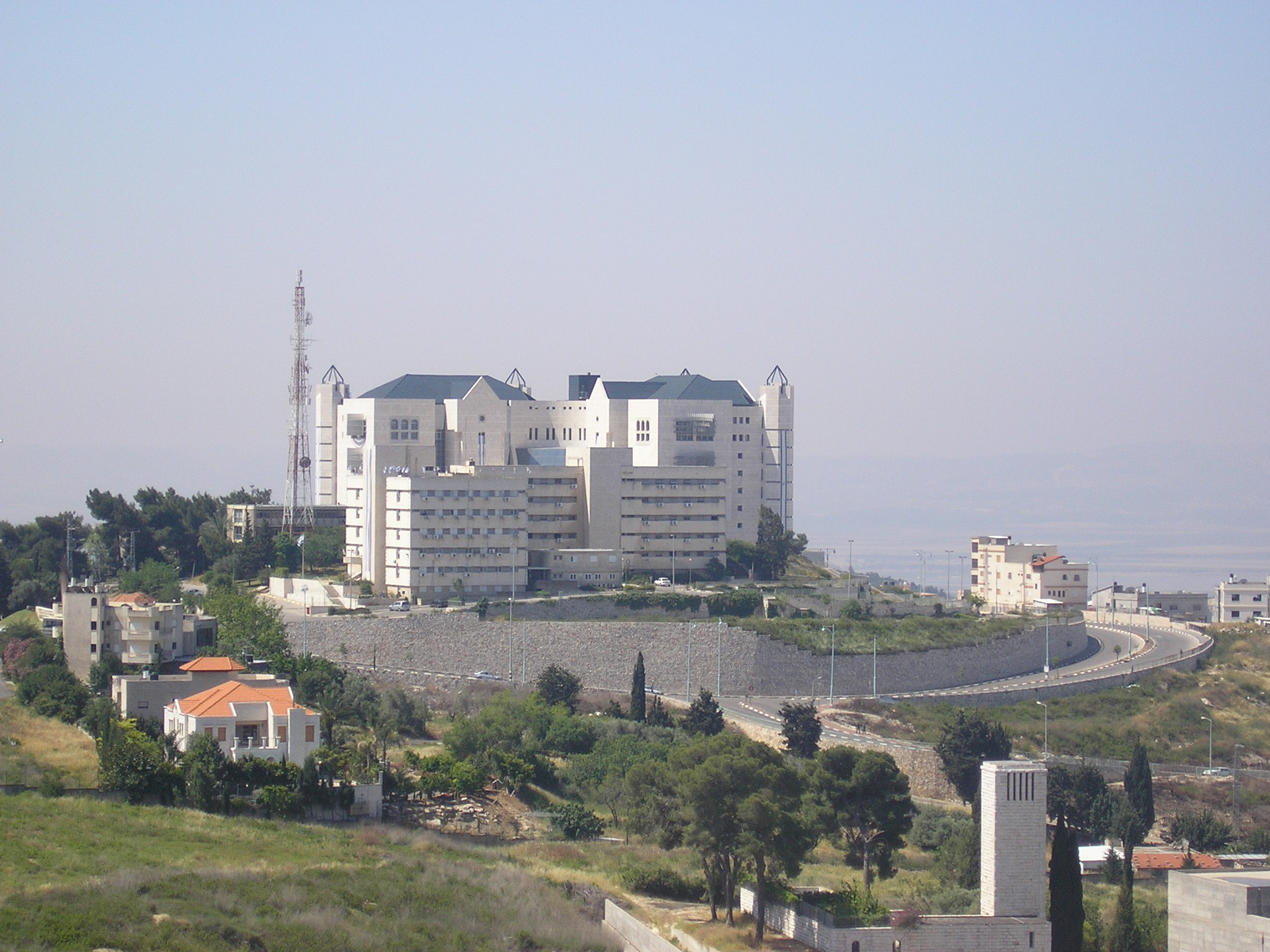
Правительственный комплекс имени Ицхака Рабина в Ноф Ха-Галиль.

День земли привел к тому, что арабы обрели присутствие в израильской политике,. Арабское гражданское общество в Израиле стало более организованным  а протесты против политики правительства --  более частыми, при этом основное внимание уделялось трем основным вопросам: земельной политике и политике планирования, социально-экономическим условиям и национальным правам палестинцев.
Протесты не смогли остановить план экспроприации земли 1975 года. Число учрежденных мицпе достигло 26 в 1981 году и 52 в 1988 году. Эти мицпе и «города развития» Ноф-ха-Галиль, Маалот, Мигдаль ха-Эмек и Кармиэль существенно изменили демографический состав Галилеи. Если в первые годы после основания Израиля арабы составляли 92% населения Галилеи, то к 1994 году их число сократилось до 72%. С 1980-х годов израильское правительство, как правило, избегало крупномасштабных экспроприаций земель в Галилее.

## Наследие
Для палестинцев День земли стал днем памяти  тех, кто пал в борьбе за свою землю и идентичность. Часто служащий днем выражения политического недовольства для арабских граждан Израиля, особенно в вопросах равных прав на землю и гражданство.  В 1988 году лидеры палестинцев заявили, что День земли должен стать «палестино-израильским гражданским национальным днем памяти и днем идентификации с палестинцами Западного берега и сектора Газа, который будет отмечаться ежегодными демонстрациями и всеобщими забастовками».
День земли не только способствовал укреплению политической солидарности среди арабских граждан Израиля, но и способствовал «[...] закреплению принятия «арабов 1948 года» обратно в большой палестинский мир и в сердце основного палестинского национализма». Этот день ежегодно отмечают палестинцы на Западном берегу, в секторе Газа, Восточном Иерусалиме и в лагерях беженцев, а также в палестинская диаспора по всему миру.